# استان میوبامبا
استان میوبامبا (به اسپانیایی: Provincia de Moyobamba) یک منطقهٔ مسکونی در پرو است که در منطقه سن مارتین واقع شده‌است.
 استان میوبامبا ۳٬۷۷۲٫۳۱ کیلومتر مربع مساحت و ۱۲۲٬۳۶۵ نفر جمعیت دارد.